# Синий фонарь (рассказ)
«Синий фонарь» — рассказ современного русского писателя Виктора Пелевина, давший название его дебютному сборнику «Синий фонарь». В 2000 году по рассказу «Синий фонарь» был снят короткометражный художественный фильм «Ничего страшного» (режиссёр Ульяна Шилкина).

## Содержание
Отдыхающие в пионерском лагере дети перед сном рассказывают друг другу страшилки. За этими рассказами они начинают задаваться серьёзными философскими вопросами: о смысле жизни, о жизни после смерти. В конце развязки не происходит, вопросы так и остаются без ответа, и дети засыпают.
Рассказ «Синий фонарь» по сути является автобиографическим. Безымянный рассказчик, называемый местоимением «я», не то вспоминает, не то придумывает на ходу мистические страшилки. Он принимает участие в этой забаве против воли, лишь для того чтобы развеять обстановку.
Образ синего фонаря, а также синий цвет вообще, в рассказе предстают мистическими символами потустороннего мира. Дети рассказывают страшилки при свете электрического синего фонаря, мальчик по прозвищу Костыль показывает рассказчику синеватый кулак, кожа женщины-вампира из истории Васи синеет. Образ синего фонаря начинает и заканчивает рассказ.

## Публикация
Рассказ впервые опубликован в составе первого авторского сборника Пелевина «Синий фонарь» (1991).